# Tote Augen sehen Leben
Tote Augen sehen Leben ist das dritte Studio-Album der deutschen Gruppe Goethes Erben und stellt den Abschluss der Alben-Trilogie dar, die das Album mit seinen Vorgängern Das Sterben ist ästhetisch bunt und Der Traum an die Erinnerung bildet.
Das Werk wurde in der Zeit zwischen Februar 1993 und Januar 1994 aufgenommen und gilt als das letzte der Band, das eindeutig noch der Neuen Deutschen Todeskunst zuzuordnen ist, da Goethes Erben mit den nachfolgenden Werken immer schwieriger zu klassifizieren wurden.

## Titelliste
- Trauma – 1:22
- Märchenprinzen – 3:27
- Bunter Rauch – 6:13
- Ich liebe Schmerzen – 3:44
- Rote Tränen – 3:47
- Flüstern – 6:05
- Mit dem Wissen – 6:02
- Gedanken – 3:57
- Warten – 4:12
- Es ist Zeit – 4:48
- Das Spiegelbild – 3:37
- Tote Augen – 0:50
- Keiner weint (Hidden Track) – 6:32

## Thematik
Thematisch handelt es sich bei Tote Augen sehen Leben um das bis dato härteste Werk der Band, wobei sich die Themen Selbstverletzung und Selbstverstümmelung in verschiedenen Variationen viermal auf dem Album vorfindet.
So handelt Ich liebe Schmerzen von einem Menschen, der mit abgeschälter Haut in der Badewanne sitzt, um den Schmerz auf seinem nackten Fleisch zu fühlen, während es bei Rote Tränen um Selbstverletzung geht. Da der Protagonist des Liedes unfähig zum Weinen ist, schneidet er sich in seine eigene Hand, um statt Tränen Blut („rote Tränen“) zu weinen. Eine ähnliche Thematik findet sich in Das Spiegelbild wieder, hierbei presst der Protagonist sich immer mehr an sein Spiegelbild, bis der Spiegel zerbricht und der ganze menschliche Körper zerschnitten wird. Zudem wird in dem Titel auch der Narziss-Mythos thematisiert. Das Lyrische Ich ist so von seinem Spiegelbild gefesselt, dass es sich wünscht, diesem nahe zu sein und sich nach dessen Berührung sehnt. Im Hidden Track Keiner weint wirft das Lyrische Ich seine Hände ins Feuer, die es sich vorher selbst abgehackt hatte.
Im Lied Flüstern vernimmt der Ich-Erzähler eine Stimme, die ihm zuflüstert und auch in manchen Situationen hilft. Je mehr er mit der Stimme kommuniziert, verschwinden mehr Menschen aus seinem Umfeld, bis irgendwann durch die Stelle „Selbst meine Mutter wachte eines Tages nicht mehr auf, sie hatte mich verlassen. Das Flüstern hatte es so bestimmt“ deutlich wird, dass er selbst all diese Menschen umbringt, wie es ihm das Flüstern vorgibt.
In Mit dem Wissen wird erneut Mord dargestellt, diesmal tötet der Protagonist Kinder, um sie vor möglichen Schwierigkeiten in der Zukunft zu bewahren und ihnen einen sanften Tod zu bereiten. Hierbei nennt er als Teile dieser möglichen Zukunft Albträume und Erwachsene, die gefährlich werden können. Immer wieder betont er dabei, dass es nicht die Absicht seiner Tat sei, „den Kindern ihre Träume zu rauben“.

## Neuauflage
1998 wurde die gesamte Alben-Trilogie neu aufgelegt, wobei auch ein völlig neu gestaltetes Booklet herausgegeben wurde und das Cover auch geändert wurde. Vertrieben wurde die neue Auflage von Zeitbombe.
Zudem hat Henke dort auf den letzten Seiten des Booklets die Bandgeschichte dargestellt.

## Sonstiges
- Das Lied Ich liebe Schmerzen tauchte 1997 auf der Single „Sitz der Gnade“ sowie 1999 auf dem Album „Gewaltberechtigt?“ wieder auf.